# Fairy Tail: Portable Guild
Fairy Tail: Portable Guild (フェアリーテイル ポータブルギルド, Fairy Tail Portable Guild) est un jeu vidéo de combat édité par Konami sorti le 3 juin 2010 au Japon sur PSP. Il est adapté du manga Fairy Tail.